# Drabčíkovití
Drabčíkovití (Staphylinidae) jsou čeleď brouků. Jedná se o druhově velmi početnou čeleď. V České republice se vyskytuje více než tisíc druhů. Jedná se většinou o malé tvory (2–4 mm dlouhé ale někteří druhy můžou mít až 50 mm) se štíhlým tělem a zkrácenými krovkami, pod kterými se nacházejí komplikovaně složená blanitá křídla. Na hlavě se nacházejí výrazná kusadla a nepříliš dlouhá tykadla. Jsou velmi pohybliví. Drabčíci jsou převážně dravci, existují však také čistě býložravé a houbožravé druhy. Všichni drabčíci mají vyvinuty řitní žlázy, které produkují obranné sekrety. Dospělci i larvy se živí většinou larvami dvoukřídlých. Řada druhů žije v hnízdech sociálního hmyzu, jako jsou mravenci či termiti.

## Podčeledi
- Omaliinae
- Empelinae
- Proteininae
- Pselaphinae
- Glypholomatinae
- Microsilphinae
- Micropeplinae
- Neophoninae
- Dasycerinae
- Protopselaphinae
- Phloeocharinae
- Olisthaerinae
- Tachyporinae
- Trichophyinae
- Habrocerinae
- Aleocharinae
- Trigonurinae
- Apateticinae
- Scaphidiinae
- Piestinae
- Osoriinae
- Oxytelinae
- Oxyporinae
- Megalopsidiinae
- Steninae
- Euaesthetinae
- Solieriinae
- Leptotyphlinae
- Pseudopsinae
- Paederinae
- Staphylininae